# Liste der Stolpersteine in Großbeeren
Die Liste der Stolpersteine in Großbeeren enthält die Stolpersteine, die im Rahmen des gleichnamigen Kunst-Projekts von Gunter Demnig in Großbeeren verlegt wurden. Mit ihnen soll an die Opfer des Nationalsozialismus erinnert werden, die in Großbeeren lebten und wirkten.
Die erste Verlegung fand am 6. Mai 2024 statt.

## Liste der Stolpersteine
| Name            | Adresse              | Bild                             | Inschrift | Verlegedatum | Biografie und Anmerkungen |
| --------------- | -------------------- | -------------------------------- | --- | ------------ | ------------------------- |
| Max Lewy        | Berliner Straße 18 · | Stolperstein für Max Lewy        | Hier wohnte Max Lewy Jg. 1869 unfreiwillig verzogen 1941 Berlin deportiert 1942 Theresienstadt ermordet 29.10.1942 | 6. Mai 2024  |                           |
| Louis Zydower   | Berliner Straße 18 · | Stolperstein für Louis Zydower   | Hier wohnte Louis Zydower Jg. 1899 verzogen Berlin deportiert 1942 Auschwitz ermordet                              | 6. Mai 2024  |                           |
| Martha Zydower  | Berliner Straße 18 · | Stolperstein für Martha Zydower  | Hier wohnte Martha Zydower geb. Lewy Jg. 1900 verzogen Berlin deportiert 1942 Auschwitz ermordet                   | 6. Mai 2024  |                           |
| Ruth Zydower    | Berliner Straße 18 · | Stolperstein für Ruth Zydower    | Hier wohnte Ruth Zydower Jg. 1925 verzogen Berlin deportiert 1943 Auschwitz ermordet 24.2.1943                     | 6. Mai 2024  |                           |
| Richard Zydower | Berliner Straße 18 · | Stolperstein für Richard Zydower | Hier wohnte Richard Zydower Jg. 1928 verzogen Berlin deportiert 1942 Auschwitz ermordet                            | 6. Mai 2024  |                           |
| Moritz Gumpert  | Dorfaue 12 ·         | Stolperstein für Moritz Gumpert  | Hier wohnte Moritz Gumpert Jg. 1883 deportiert 1942 Ghetto Warschau ermordet                                       | 6. Mai 2024  |                           |
| Louise Gumpert  | Dorfaue 12 ·         | Stolperstein für Louise Gumpert  | Hier wohnte Louise Gumpert Jg. 1875 deportiert 1942 Ghetto Warschau ermordet                                       | 6. Mai 2024  |                           |
| Wilhelm Rieß    | Dorfaue 12 ·         | Stolperstein für Wilhelm Rieß    | Hier wohnte Wilhelm Rieß Jg. 1895 deportiert 1942 Ghetto Warschau ermordet                                         | 6. Mai 2024  |                           |
| Elsa Rieß       | Dorfaue 12 ·         | Stolperstein für Elsa Rieß       | Hier wohnte Elsa Rieß geb. Gumpert Jg. 1895 deportiert 1942 Ghetto Warschau ermordet                               | 6. Mai 2024  |                           |
| Erich Karpes    | Dorfaue 18 ·         | Stolperstein für Erich Karpes    | Hier wohnte Erich Karpes Jg. 1891 Flucht 1939 Shanghai Flucht in den Tod 19. Juni 1941                             | 6. Mai 2024  |                           |
| Erika Karpes    | Dorfaue 18 ·         | Stolperstein für Erika Karpes    | Hier wohnte Erika Karpes geb. Wulff Jg. 1902 Flucht 1939 Shanghai                                                  | 6. Mai 2024  |                           |